# Parema penetrans
Parema penetrans là một loài tò vò trong họ Ichneumonidae.